# Capela de Nossa Senhora de Fátima (Cabo Verde)
Capela de Nossa Senhora de Fátima é uma capela situada nas imediações da vila de Sal Rei, na Ilha da Boa Vista, em Cabo Verde, numa das zonas mais áridas da ilha, perto do mar e de uma praia, num ponto elevado.
No fim da década de 2000, encontrava-se em ruínas, existindo, no entanto, planos para a sua futura recuperação.